# Файнерман Ганна Львівна
Га́нна Льві́вна Файнерман (3 квітня 1922, станиця Успенська, Білоглинський район, Краснодарський край — 8 лютого 1991, Київ) — українська художниця, входила в склад Союзу художників СРСР.

## Короткий життєпис
Закінчила 1941 року Київську середню школу ім. Шевченка, Уральський університет — факультет журналістики, 1945, потому — Київський художній інститут, 1951, вчилася у Костянтина Єлева, Сергія Отрощенка, Г. Світлицького, М. Шаронова, І. Штільмана. Під час навчання в Уральському університеті працювала на оборонному заводі.
Під час навчання в Київському художньому інституті працювала літературним працівником та коректором у видавництві «Літературна Україна». 1950 року одружилася з художником Борисом Рапопортом.
З 1954 року брала участь у виставках; 1955-го прийнята до Спілки художників України. Персональні виставки відбувалися в Києві 1973 та 1984 років.
Працювала в царині станкового живопису. Серед її відомих творів:
- «Біля Золотих воріт»,
- «Київ навесні»,
- «Біля пам'ятника героям-арсенальцям»,
- «Косівська кераміка»,
- «Осінь в Седневі» — 1980,
- «Квіти на веранді» — 1983.

90-річчя з дня її народження 2012 року було віднесене Державним комітетом телебачення та радіомовлення України до переліку пам'ятних дат.